# Хейзен, Роберт
Роберт Миллер Хейзен (англ. Robert Miller Hazen; род. 1 ноября 1948) — американский минералог и  астробиолог. 
Научный сотрудник геофизической лаборатории Института Карнеги и профессор геофизики университета Джорджа Мейсона (США); исполнительный директор Обсерватории глубинного углерода. Иностранный член Российской академии наук (2019).

## Биография
В 1971 году получил степень магистра в области наук о Земле в МТИ. В 1975 году — степень доктора философии по минералогии и кристаллографии в Гарварде. После обучения в постдокторантуре в Кембридже поступил в сектор НИР института Карнеги.
Читает лекции в различных университетах и является почётным лектором общества Сигма Кси.
Являлся президентом Минералогического общества Америки. Член Американской ассоциация содействия развитию науки.
Научные интересы лежат в области роли минералов в зарождении жизни.
Является автором теории «эволюции минералов» — нового направления в минералогии, посвященного роли минералов в биосфере. Является советником Microbes Mind Forum.
Совместно с коллегами основал проект Carbon Mineral Challenge, посвящённый поиску неизвестных минералов, содержащих углерод.
Входит в топ-10 учёных в области наук о Земле по версии Academic Influence, занимая второе место.
Является автором более 350 статей и 20 книг, посвящённых науке, истории и музыке.

## Награды и отличия
- Премия Минералогического общества Америки (1982)
- Премия имени В. Н. Ипатьева (1986)
- Премия имени Димза Тейлора американского общества  композиторов, авторов и издателей (1989)
- Премия ассоциации просветительской литературы (The Educational Press Association) (1992)
- Премия имени Э. А. Вуд[англ.]  в области научно-популярной литературы (1998)
- Медаль Минералогического общества Америки (2009).

В честь Хейзена назван минерал хазенит.